# 冠山街道 (龙里县)
冠山街道，是中华人民共和国贵州省黔南布依族苗族自治州龙里县下辖的一个街道办事处。
2014年1月10日，贵州省人民政府批复同意龙里县行政区划调整，新设置的冠山街道辖原三元镇、麻芝乡及原龙山镇的光明社区、龙坪社区、城南社区、大冲社区、西城社区、冠山社区、西门社区、水桥社区、大竹村、播箕村、平地村和原哪嗙乡的凤凰村，街道办事处驻大冲社区。

## 行政区划
冠山街道下辖以下地区：
冠山社区、西门社区、水桥社区、大竹村、播箕村、平地村、大冲村、光明村、龙坪村、冠山村、水桥村、三合村、高坪村、新安村、永安村、渔洞村、硝兴村、合安村、西联村、五里村、新民村、龙云村、富洪村、永合村、乐阳村、定水村、大新村、光坡村、凤凰村和麻芝乡。